# 1951 ve fotografii
Tento článek popisuje významné události roku 1951 ve fotografii.

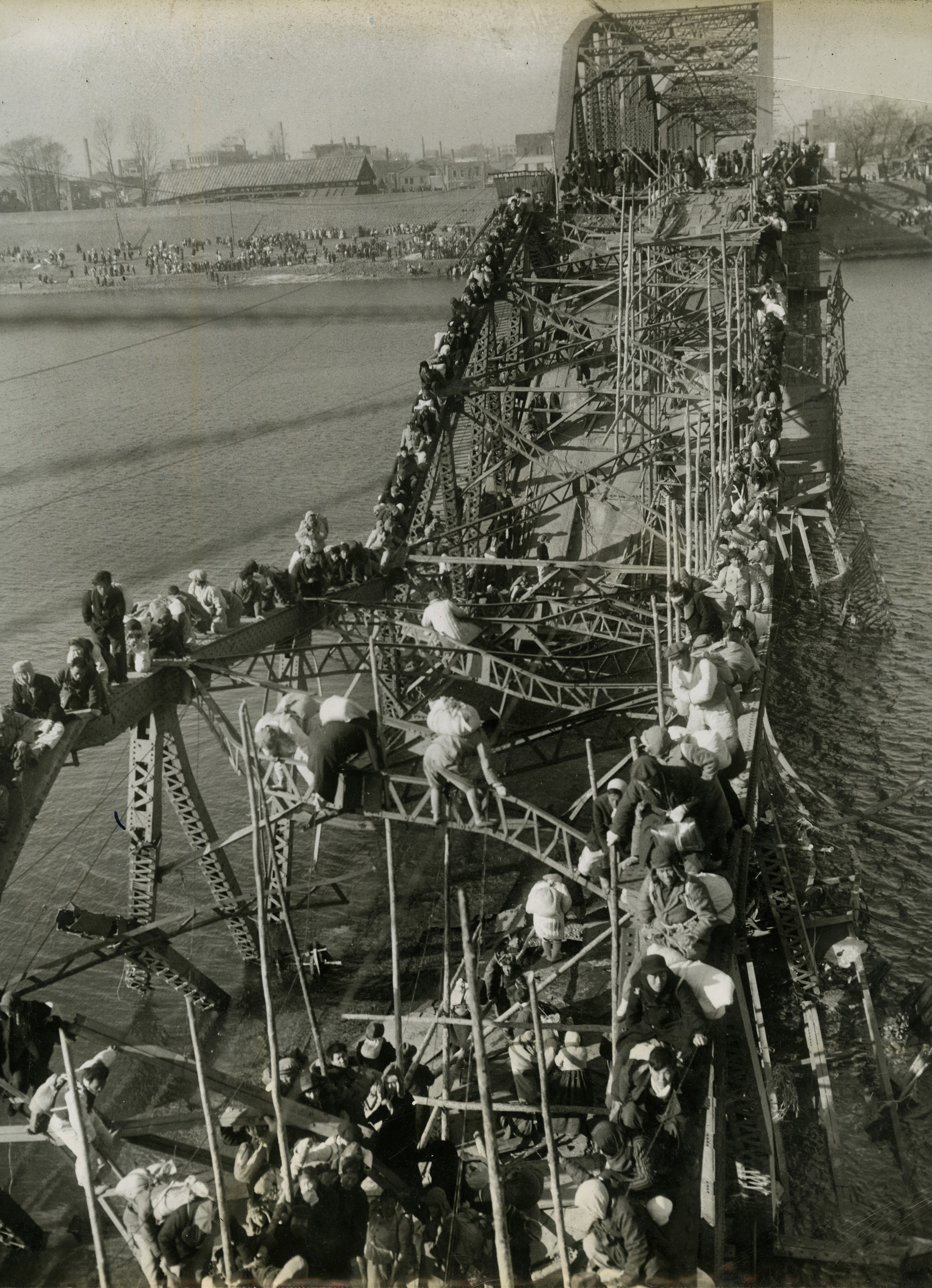
Max Desfor: Útěk uprchlíků přes rozbitý most v Koreji, 4. prosince 1950, vítěz Pulitzerovy fotografické ceny

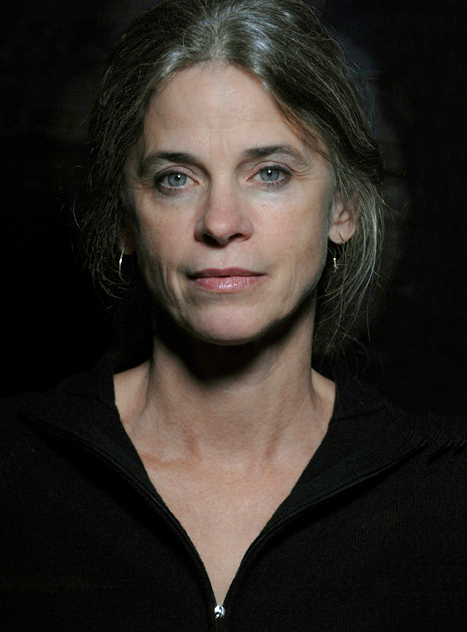
Dne 1. května se narodila americká fotografka Sally Mann

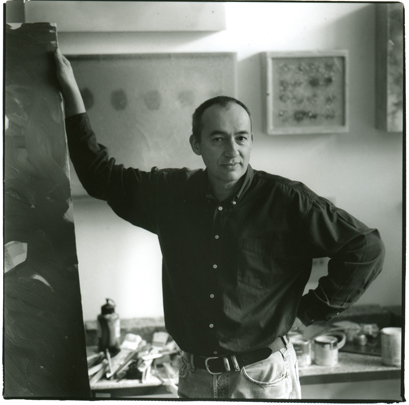
Dne 26. října se narodil německý malíř, sochař a fotograf Josef Hirthammer

## Události
- V New Yorku svou činnost ukončila společnost Photo League

## Ocenění
- Pulitzer Prize for Photography – Max Desfor, Associated Press, za fotografickou dokumentaci Korejské války, zvláště snímek Útěk uprchlíků přes rozbitý most v Koreji

## Narození v roce 1951

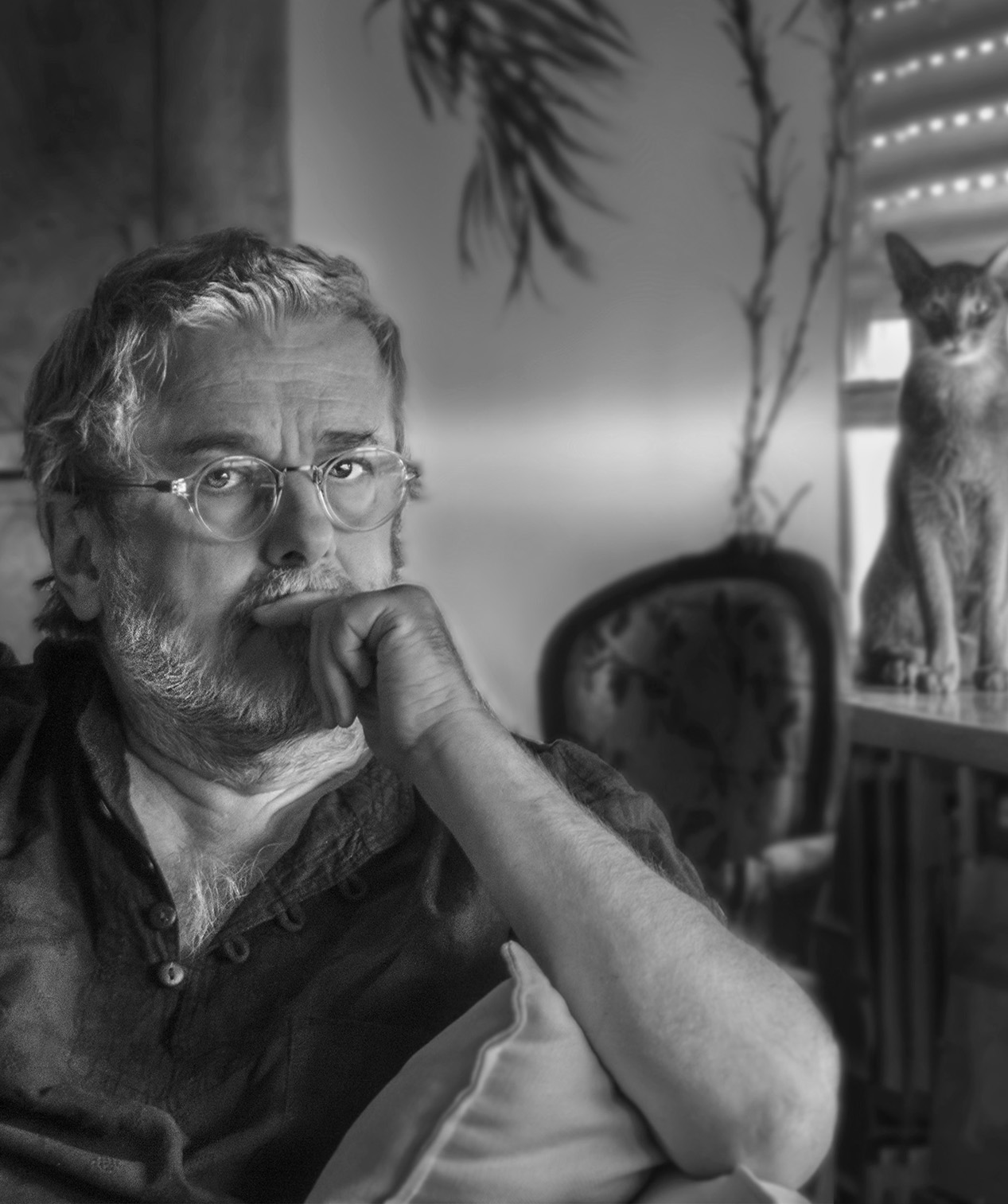
Mallock (Jean-Denis Bruet-Ferreol), francouzský fotograf a spisovatel

- 1. ledna – Jim Rakete, německý fotograf a fotožurnalista
- 14. ledna – Tom Wood, irský pouliční fotograf, portrétista a fotograf krajiny
- 15. ledna – Joseph Nechvatal, americký malíř a konceptuální umělec s českými kořeny
- 15. ledna – Allan Sekula, americký fotograf
- 24. ledna – Christian Kieckens, belgický architekt, fotograf a učitel († 11. května 2020)
- 29. ledna – Vladimir Jurjevič Vjatkin, ruský fotoreportér
- 17. března – Bill Atkinson, americký počítačový inženýr a fotograf, v letech 1978 až 1990 pracoval ve společnosti Apple († 5. června 2025)
- 23. března – Jiří Foltýn, český fotograf, grafik a kurátor
- 29. března – Nick Ut, vietnamsko-americký fotograf
- 10. dubna – Rashid Lombard, jihoafrický jazzový fotograf a politický fotožurnalista († 4. června 2025)
- 16. dubna – Pierre Toutain-Dorbec, francouzsko americký fotograf, umělec a spisovatel
- 1. května – Sally Mann, americká fotografka
- 4. května – Vladimír Kabelík, český režisér, fotograf a odborný pedagog působící od roku 1982 v Kanadě
- 6. května – Jaroslav Pavliš, výtvarník a fotograf († 8. září 2002)
- 31. května – Jurij Buslenko, ukrajinský fotograf († červen 2014)
- 5. června – Alois Bradáč, pedagog, cestovatel, fotograf, spisovatel a pacifista
- 14. června – Mallock (Jean-Denis Bruet-Ferreol), francouzský fotograf a spisovatel
- 19. června – Thierry Girard, francouzský fotograf
- 22. června – Barbara Metselaarová Bertholdová, německá fotografka a filmařka, žila v Berlíně a Uckermarku († 21. září 2024)
- 28. června – Hana Hamplová, česká kameramanka v Československé televizi a fotografka na volné noze, vystudovala FAMU, učí na škole reklamní a umělecké tvorby Michael
- 7. července – Romualdas Požerskis, litevský fotograf
- 11. července – Barbara Bloomová, americká fotografka a umělkyně
- 13. července – Frans Lanting, nizozemský fotograf divoké přírody
- 20. července – Hergo (Henri Godineau), francouzský fotograf († 28. ledna 2020)
- 20. srpna – Keiiči Tahara, japonský fotograf († 6. června 2017)
- 6. září – Yvon Boëlle, francouzský fotograf
- 15. září – Kacumi Sunamori, japonský fotograf, cena Kena Domona († 23. června 2009)
- 21. září – Véronique Goëlová, švýcarská fotografka
- 29. září – Lenn Keller, americká fotografka a filmařka († 16. prosince 2020)
- 3. října – Miroslav Čvorsjuk, český kameraman a fotograf († 29. prosince 2012)
- 20. října – Pavel Mára, český fotograf
- 23. října – Yves Guillot, francouzský fotograf
- 26. října – Josef Hirthammer, německý malíř, sochař a fotograf
- 8. listopadu – Pavel Hečko, český fotograf
- 14. listopadu – Marcel Houf, česko-rakouský alternativní umělec, fotograf, grafik, performer, hudebník, filmař a publicista († 25. října 2022)
- 19. listopadu – Karel Beneš, český výtvarný fotograf
- 19. listopadu – Michiel Hendryckx, vlámský portrétní a reportážní fotograf
- 9. prosince – Hannah Villigerová, švýcarská fotografka a malířka († 12. srpna 1997)
- 20. prosince – Stan Grossfeld, americký fotograf, získal dvě Pulitzerovy ceny za fotožurnalistiku
- ? – Oscar Muñoz, kolumbijský vizuální umělec, jeden z nejvýznamnějších současných výtvarných umělců ve své zemi, jeho výběr uměleckého média se volně pohybuje mezi fotografií (fotorealismus), grafikou, grafitovou kresbou, instalačním uměním, audiovizuálními médii a sochařstvím
- ? – Elsa Cayo, peruánská filmařka a fotografka
- ? – Maja Sokołowska, polská sportovní fotoreportérka a studiová fotografka, v letech 1972–1991 pracovala v ilustrovaném časopise Sportowiec, členka Sdružení polských uměleckých fotografů
- ? – David Lurie, jihoafrický fotograf, žijící a pracující v Kapském Městě
- ? – Mike Wells, britsko-malijský fotograf, držitel ceny World Press Photo 1980
- ? – Paweł Kwiek, polský umělec, fotograf, kameraman, světelný producent († 13. března 2022)
- ? – Peter Frost, britský spisovatel, fotograf a archeolog působící v Peru
- ? – Christine Laptuta, kanadská fotografka a umělkyně
- ? – Jošihiko Itó, japonský fotograf
- ? – Júdži Saiga, japonský fotograf
- ? – Hiroši Watanabe, japonský fotograf
- ? – Axel Hütte, německý fotograf
- ? – Isabel Muñozová, španělská fotografka
- ? – Philip-Lorca diCorcia, fotograf
- ? – Serge Cohen, fotograf
- ? – Marc Petitjean, fotograf
- ? – Robert Polidori, fotograf
- ? – Jean-Luc Tartarin, fotograf
- ? – Olivier Mérijon, fotograf
- ? – Art Wolfe, fotograf
- ? – Alain Soucasse, fotograf
- ? – Arnaud du Boistesselin, fotograf
- ? – François Ducasse, fotograf
- ? – Jacko Vassilev, fotograf
- ? – Ousmane Ndiaye Dago, fotograf
- ? – Edo Bertoglio, fotograf
- ? – Andreas Müller-Pohle, fotograf
- ? – Alain Géronnez, fotograf
- ? – José Manuel Rodrigues, fotograf
- ? – Didier Vermeiren, fotograf
- ? – Jacques de Bascher, fotograf
- ? – Xintian Zhu, čínská fotografka
- ? – Hervé Rabot, fotograf
- ? – Jordi Esteva, fotograf
- ? – Bruno Ducourant, fotograf
- ? – Michel Roggo, fotograf

## Úmrtí v roce 1951
- 5. ledna – Jean-Baptiste Tournassoud, francouzský fotograf a vojenský důstojník (* 3. května 1866)
- 18. ledna – Alfred Eberling, polský fotograf (* 3. ledna 1872)
- 28. ledna – Alf Schrøder, norský fotograf (* 20. srpna 1880)
- 10. dubna – Paul Wolff, německý fotograf (* 19. února 1887)
- 26. dubna – Bernard F. Eilers, nizozemský fotograf (* 24. dubna 1878)
- 4. července – Francisco Boix, španělský fotograf (* 31. srpna 1920)
- 15. července – Théodore-Henri Fresson, francouzský agronom, fotograf a vynálezce fotografického tisku (* 18. června 1865)
- 31. srpna – Whitey Schafer, americký fotograf známý svými pin-up a glamour fotografiemi (* 1903)
- 1. září – Wols, německý malíř a fotograf (* 27. května 1913)
- 1. října – Karel Teige, český fotograf (* 13. prosince 1900[1])
- 22. října – Antonín Kurka, český fotograf první světové války a úředník (* 20. dubna 1888)
- 16. listopadu – Diego González Ragel, španělský fotograf (* 31. března 1893)
- 27. listopadu – Raphaël Savignac, francouzský fotograf (* 21. července 1874)
- 24. prosince – Bodil Hauschildtová, dánská portrétní fotografka, od roku 1880 provozovala vlastní studio v Ribe (* 9. října 1861)
- ? – Norman Lubbock Robinson, kanadský fotograf (* 18. července 1890)
- ? – Bahaettin Rahmi Bediz, turecký fotograf (* 19. června 1875)
- ? – Robert Wilson Reford, kanadský fotograf (* 1867)
- ? – Juan Manuel Figueroa Aznar, peruánský herec, fotograf, malíř a politik, jeden z nejvýznamnějších představitelů fotografického rozkvětu Cusza na počátku 20. století (* 1878)